# Ozenx-Montestrucq
Ozenx-Montestrucq là một xã thuộc tỉnh Pyrénées-Atlantiques trong vùng Nouvelle-Aquitaine miền tây nam nước Pháp.